# 러프하우스 레코드
러프하우스 레코드(영어: Ruffhouse Records)는 미국의 레코드 레이블로, 1989년 크리스 슈바츠와 조 니콜로가 컬럼비아 레코드와의 합작투자로 만들었다. 1999년, 슈바츠와 니콜로는 레이블을 닫았고, 슈바츠는 케본 글릭맨과 함께 러프네이션 레코드를 이어가고 있다.
2012년 7월 12일 EMI를 통해 다시 살아났다.

## 아티스트
- 비니 시걸
- 사이프러스 힐
- DMX
- 푸지스
- 로린 힐
- 와이클리프 장
- 크리스 크로스
- 나스

- 아먼드 밴 헬든